# Kleiderordnung

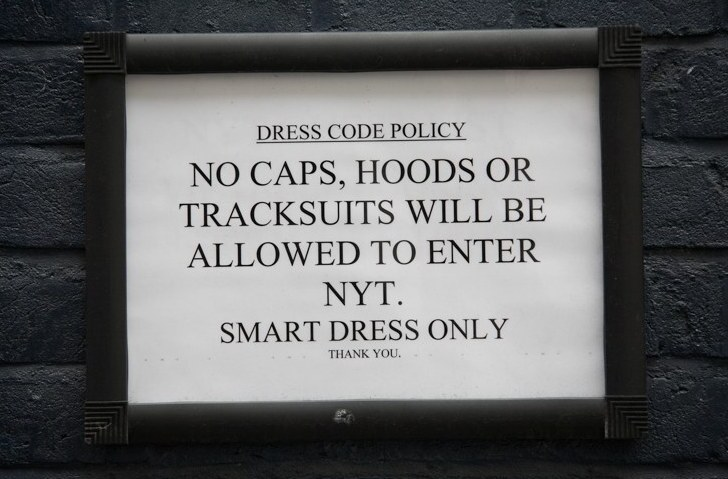
Kleiderordnung an einem Londoner Club in Soho: „Keine Mützen, Kapuzen oder Trainingsanzüge erlaubt. Nur elegante Kleidung. Vielen Dank.“

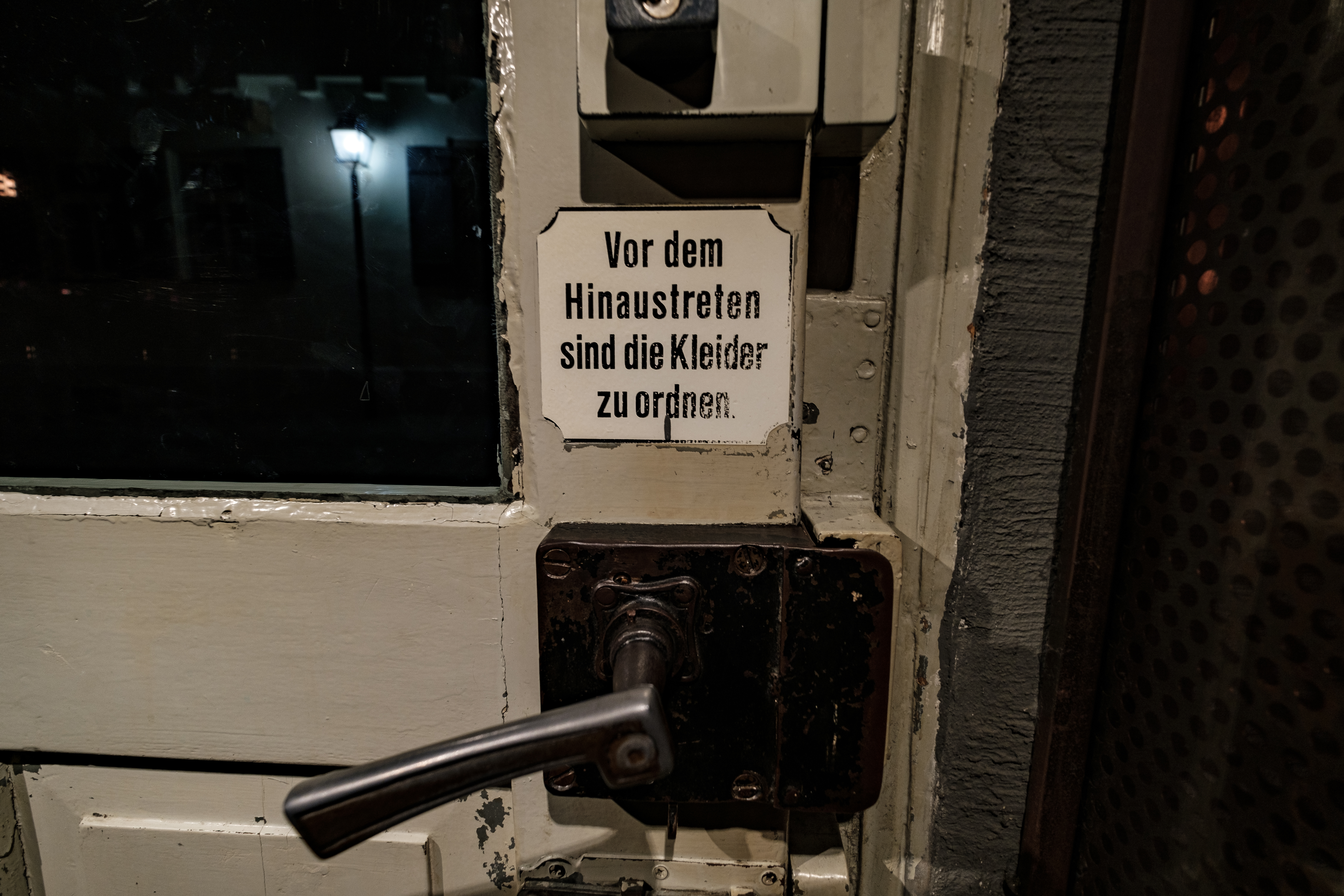
Schild an der Ausgangstür der Gaststätte Bären in Tübingen

Der Begriff Kleiderordnung (englisch dress code) bezeichnet Regeln und Vorschriften zur gewünschten Kleidung im privaten, gesellschaftlichen, kulturellen und geschäftlichen Umfeld.
Mit dem Begriff werden auch Regeln bezüglich der Kleidung bezeichnet, die nicht per Gesetz oder Erlass, sondern aufgrund weicherer Faktoren bestehen: aufgrund von Konvention, aufgrund des Bedürfnisses nach Konformität, aufgrund einer stillschweigenden Übereinkunft, eines gesellschaftlichen Konsenses (bzw. eines Konsenses in einer gesellschaftlichen Gruppe) oder einer Erwartungshaltung z. B. eines Veranstalters oder eines Arbeitgebers.
Die Standards der Kleiderordnung können sich je nach Land, Region, Religion, ethnischer Gruppierung, Unternehmens-, Zunft- oder Branchenzugehörigkeit unterscheiden. In einigen Regionen ist z. B. das Tragen einer Tracht zu öffentlichen Ereignissen erwünscht, wird außerhalb dieser Regionen jedoch als unpassend empfunden oder ist sogar verpönt. Bestehende Kleiderordnungen sind zudem häufig modischen Einflüssen und dem Zeitgeist (z. B. Zylinder, Gehstock) unterworfen.

## Elemente
Das Zeichensystem der Kleidung beruht auf der Verschiedenheit der Kleidung: eng oder weit, lang oder kurz, einfarbig oder gemustert bzw. bunt, glänzend oder matt. An die unterschiedlichen Formen, Farben und Textilien sind kultur- und konventionsbedingt auch verschiedene Bedeutungen geknüpft: neu oder vertraut, männlich oder weiblich, alltäglich oder feierlich sowie Assoziationen bezüglich des gesellschaftlichen Status. Besonders intensiv hat Roland Barthes sich mit der Kleidung als Zeichensystem beschäftigt.
Eine Kleiderordnung ist die Gesamtheit der zeichenhaften Elemente in einem Kleidungsstil oder in der Garderobe eines Individuums. Insgesamt umfasst sie die Verschiedenheit der gesamten äußeren Erscheinung, das heißt alle Kleidungsstücke, Accessoires und sonstiges (Körpersprache oder Körpergestaltung) neben der Gesamterscheinung, einzelnen Kleidungsstücken, Kopfbedeckungen, Haarschnitt, auch Farben und Marken. Die Kleiderordnung stellt nicht allein Hierarchieansprüche innerhalb der Sozialsysteme dar (Rang, Titel, Insigne, Orden, Gehalt), sondern ist auch für die Orientierung und Funktionsabgrenzung innerhalb der Sozialsysteme notwendig. Daher unterscheiden sich diverse Subkulturen und Szenen sowie „zünftige“ Arbeits-, Geschäfts-, Freizeit- und Festkleidung.

## Geschichte

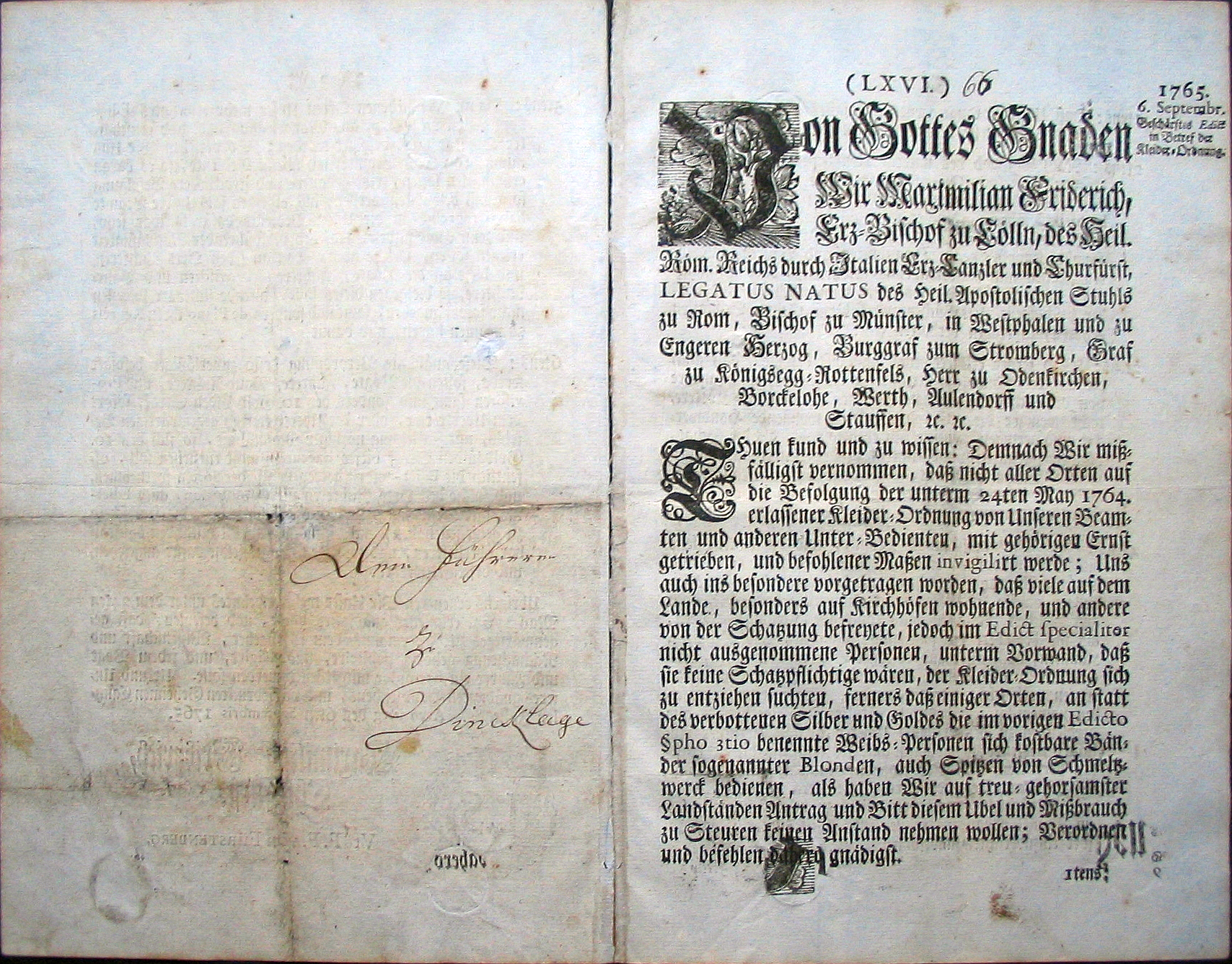
Geschärftes Edict in Betref der Kleider-Ordnung. Arensberg 6. September 1765: Von Gottes Gnaden Wir Maximilian Friderich, Erz-Bischof zu Cölln, des Heil. Röm. Reichs durch Italien Erz-Canzler und Churfürst, LEGATUS NATUS des Heil. Apostolischen Stuhls zu Rom, Bischof zu Münster, in Westphalen und zu Engeren Herzog, Burggraf zum Stromberg, Graf zu Königsegg-Rottenfels, Herr zu Odenkirchen, Borckelohe, Werth, Aulendorf und Stauffen, u. U. Thuen kund und zu wissen: Demnach wir mißfälligst vernommen, daß nicht allerorten auf die Befolgung der unterm 24ten May 1764 erlassener Kleider-Ordnung von Unseren Beamten und anderen Unter-Bedienten mit gehörigen Ernst getrieben, und befohlener Maßen invigilirt werde; Uns auch ins besondere vorgetragen worden, daß viele auf dem Lande, besonders auf Kirchhöfen wohnende, und andere von der Schatzung befreyete, jedoch im Edict specialitor nicht ausgenommene Personen, unterm Vorwand, daß sie keine Schatzpflichtigen wären, der Kleiderordnung sich zu entziehen fürchten, ferners daß einiger Orten, an statt des verbottenen Silber und Goldes die im vorigen Edicto §pho 3tio benennte Weibs-Personen sich kostbare Bänder sogenannter Blonden, auch Spitzen von Schmelzwerck bedienen, als haben Wir auf treu- gehorsamster Landständen Antrag und Bitt diesem Übel und Mißbrauch zu Steuren keinen Anstand nehmen wollen; Verordnen und befehlen dahero gnädigst […].

Ursprünglich wurden als Kleiderordnung Erlasse bezeichnet, die eine zulässige Bekleidung und den erlaubten Schmuck für die einzelnen Stände festlegten, zum Beispiel der Reichserlass von 1530:
„... daß sich jeder, wes Würden oder Herkommen er sei, nach seinem Stand, Ehren und Vermögen trage, damit in jeglichem Stand unterschiedliche Erkäntnüs sein mög […]“.
Neben religiösen und moralischen Gründen spielten soziale Erwägungen eine Rolle: Wenn beispielsweise in einer freien Reichsstadt ein Bürger durch verschwenderischen Lebensstil verarmte, fiel er der städtischen Fürsorge zur Last. Außerdem waren Kleiderordnungen ein Instrument des Protektionismus: Viele kostbare Materialien (etwa Seide) mussten aus anderen Ländern importiert werden, was zu einem unerwünschten Abfluss von Kaufkraft ins Ausland führte. In der Reichskleiderordnung von 1577 hieß es: „So wird durch die gülden Tücher / Sammet / Dammast / Atlaß / frembde Tücher / köstliche Baretten / Edelgestein / Untzgold / ein überschwenklich Geld aus teutscher Nation ausgeführet“. Zudem wurde durch die unterschiedliche Kleidung die gesellschaftliche Hierarchie nach außen hin sichtbar.
Schon im Altertum gab es Kleiderordnungen entsprechend dem sozialen Status. Im 8./9. Jahrhundert wurde Priestern mehrfach verboten, weltliche Kleidung zu tragen – etwa in den Aachener Kapitularien von 816. Nach den Reformen von Benedikt von Aniane wurde seit Anfang des 9. Jahrhunderts die Kleidung von Mönchen genau festgelegt. Zu einem ständig wiederkehrenden Bestandteil der allgemeinen Gesetzgebung wurden die Kleiderordnungen erst im 14. Jahrhundert, in Deutschland waren es wohl zuerst die Speyrer und Frankfurter Verordnungen von 1336 sowie Göttingen mit Verfügungen von 1340 und 1342. Aus Italien, Spanien und Frankreich sind gesetzliche Bestimmungen über die Kleidung schon aus dem 13. Jahrhundert bekannt. Kleidungsvorschriften wurden bis zum Ende des 18. Jahrhunderts von Landesherren, Reichstagen und Stadträten erlassen.
Karl der Große erließ im Jahr 808 ein „Aufwandgesetz“, das vorschrieb, wie viel jeder Stand für seine Kleidung ausgeben durfte.
Für Prostituierte und Juden galten spätestens seit dem Mittelalter Kleidungsvorschriften wie der Gelbe Ring.
In Speyer und in Straßburg wurde den Frauen 1356 lang herabfallendes, offen getragenes Haar verboten. 1370 folgte in Straßburg ein Verbot von Unterwäsche, die die Brüste anhob.
Im 16. Jahrhundert untersagten Spanien, Frankreich, Italien und England ihren Untertanen Gold- und Silberbrokate sowie Stickereien mit Gold- und Silberfäden. Im Krieg der Bauern von Langensalza forderten diese 1524 vergebens, die rote Schaube der Oberschicht tragen zu dürfen. 1530 beschloss der Augsburger Reichstag eine umfassende Neuregelung der Standestrachten, die 1548 erneuert wurde. Im 17. Jahrhundert gab es in Europa zunehmend Luxusbeschränkungen, auch aus religiösen Gründen. In Spanien und Frankreich wurden Spitzen verboten, vor allem solche aus Belgien. Im 18. Jahrhundert gehörten gepudertes Haar und das Tragen eines Degens zum Privileg der höheren Stände. Durch die Ideen der Aufklärung gerieten diese Standesvorschriften aber zunehmend ins Wanken, und die Französische Revolution erschütterte sie vollends.
Eine besondere Beachtung in den Kleiderordnungen fand der Pelz, oft ein Bestandteil der Schaube, als Besatz, Verbrämung oder als Fellinnenfutter. Die Reichspolizeiordnung von 1530 zeigt die Pelzhierarchie im Verhältnis zur gesellschaftlichen Rangordnung:
| Gesellschaftsrang                                                                               | Männer                                         | Frauen                                   |
| ----------------------------------------------------------------------------------------------- | ---------------------------------------------- | ---------------------------------------- |
| Adel                                                                                            | Rückenmarder                                   | –                                        |
| Bürger vom Rat, von Geschlecht oder sonst vornehmen Herkommens und solche, die von Renten leben | Rückenmarder                                   | Eichhörnchenfell (Feh)                   |
| Kaufleute, Handwerker im Rat                                                                    | Kehlmarder                                     | Eichhörnchenfell (Feh)                   |
| Handwerker und ihre Gesellen und Knechte, gemeine Bürger                                        | hochwertiges Lammfell, Fuchsfell und Iltisfell | –                                        |
| Bauern, Tagelöhner                                                                              | –                                              | Lammfell, Ziegenfell („schlechte beltz“) |

## Beispiele
Berufsbekleidung ermöglicht beispielsweise in Gaststätten die Unterscheidung zwischen Kellner und Gast, wie sie auch den Bahnangestellten als Ansprechpartner ausweist oder einen Militärangehörigen durch seine Uniform. Die Kleiderordnung umgrenzt auch Sozialräume (Uniform- und Frackzwang, Trachten, Habit der Ordensleute und Schleier der Jungfrauen, Priesterkleidung, in manchen Ländern auch die Zugehörigkeit zu einer Kaste). Kleidung kann die Zugehörigkeit zu Bevölkerungsgruppen, Religionen und Traditionen signalisieren (Verschleierung, Turban, gemeinsame Bekleidungsmerkmale von z. B. Amischen, Altkolonier-Mennoniten, Mennoniten alter Ordnung und Hutterern). Kleidervorschriften können auch ausgrenzen (Judenhut, Judenstern, Sträflingskleidung).
Elemente der Kleidung signalisieren darüber hinaus eine rollenspezifische Zugehörigkeit und Zuordnung zu einer oder mehreren Gruppen, zu hierarchisch geordneten Gruppen (Stand, Schicht, Klasse, Kaste etc.) und zu gleichberechtigt nebeneinander bestehenden Gruppen. Diese durch die Kleiderordnung vermittelten gesellschaftlichen Verweise signalisieren Ansprüche auf einen gesellschaftlichen Status, indem sie dem Dresscode der Gruppe gerecht werden. Dadurch ist ein gesellschaftlicher Status simulierbar, der durch Kleiderordnungen vermieden werden soll (Hauptmann von Köpenick); bis heute gelten z. B. bestimmte Uniformen und Trachten als Hoheitszeichen oder Zeichen eines Amtes, die nicht nur konventionsbedingt, sondern auch in strafrechtlicher Hinsicht nicht von jedermann getragen werden dürfen. Das Tragen bestimmter Uniformen, Zeichen oder Abzeichen, wie die aus der Zeit des Nationalsozialismus, ist in Deutschland verboten.

## Moderne Kleiderordnungen

### Ausdrücklich geforderte Kleiderordnungen
Heute bestehen Kleiderordnungen im Sinne von Vorschriften eher im Rahmen von Veranstaltungen oder im Arbeitsleben.
Im Bereich von Veranstaltungen soll durch Kleiderordnungen eine besondere, meist festliche Atmosphäre erzeugt werden. Dazu wird mitunter auf Einladungen die gewünschte Art der Kleidung angegeben, oftmals wird die Einhaltung der passenden Kleiderordnung jedoch auch stillschweigend vorausgesetzt. So existiert in Spielcasinos häufig eine Kleiderordnung, die für männliche Besucher das Tragen eines Jacketts und einer Krawatte vorschreibt.
Im Arbeitsleben wird die Kleidung der Mitarbeiter über Vorschriften des Arbeitgebers dem angestrebten Image, der Unternehmenskultur oder der Corporate Identity eines Unternehmens angepasst. Hierbei können sehr unterschiedliche Standards vorgeschrieben sein, von der geforderten Farbwahl über einen besonderen Stil oder bestimmter Kleidungsstücke, dem Verbot einzelner Kleidungsstücke bis hin zum Tragen einer Uniform. Ein Arbeitgeber kann hierzu im Rahmen seines Direktionsrechtes recht weitgehende Vorgaben machen.

#### Sport
Praktisch bei allen Sportarten, bei denen organisierte Wettkämpfe durchgeführt werden, gibt es Kleiderordnungen. Diese werden vom Zuschauer oft gar nicht als solche wahrgenommen (Schienbeinschoner beim Fußball oder gleiche Trikotfarbe einer Mannschaft, Tragen einer Weste und Fliege).
Im Bereich des Mannschaftssports (z. B. Handball, Fußball, Hockey) sind die Mannschaften durch die Kleidung, meistens die Trikotfarbe gekennzeichnet. Diese werden vor dem Spiel oder Wettkampf vereinbart, wobei häufig die Vereinsfarben verwendet werden. Die Heimmannschaft hat hier in der Regel das Recht, ihre Farbe auszuwählen. Schiedsrichter sollen, sofern sie keine reservierte Farbe tragen, möglichst eine andere Farbe als die beteiligten Mannschaften benutzen. Grundsätzlich ist der Schiedsrichter für die Einhaltung der Kleiderordnung zuständig. Er überprüft vor dem Beginn des Wettkampfes die Vollständigkeit und Richtigkeit der Spielerkleidung.
Auch in den VIP-Bereichen der Sportstadien herrschen sehr enge Kleidervorschriften, wie 2024 berichtet wurde. Auf der Seite der UEFA hieß es, formelle und elegante Kleidung sei erwünscht Konkret bedeutete das, „klassischer Anzug mit Krawatte, formelles Kleid“ und „Jeans und Tricots sind nicht erlaubt“, auch Turnschuhe waren für die Ehrengäste nicht erwünscht (wogegen jedoch „mit trendigen weißen Sneakern zum Anzug“ vielfach verstoßen wurde).
Damit gehen die Kleiderordnungen über die Anliegen der Funktionalität und Sicherheit hinaus. So regelt in ästhetischen Sportarten, wie dem Tanzsport, eine Kleiderordnung sehr genau, ab welcher Startklasse (Leistungsstärke) sowie Startgruppe (Alterseinteilung) manche Kleidungsstücke getragen werden dürfen bzw. müssen. Hierzu kommt noch die Tradierung der Geschlechterrollen. So waren Damen im Eiskunstlauf bis zur Regeländerung 2004 verpflichtet, im Wettbewerbsprogramm einen Rock zu tragen, seitdem sind Rock, Hose oder Trikot erlaubt. Auch sind Schnittformen für Kleider, Absatzhöhen und die Art des Make-up in den Startgruppen der Kinder und Jugendlichen genau reglementiert (aus Gründen des Jugendschutzes). Männliche Eiskunstläufer müssen Hosen tragen. Accessoires wie Hüte, Stolas, Stöcke etc. sind ausschließlich beim Schaulaufen gestattet.
Besonders auffällig sind Kleiderordnungen in Sportarten, die eine Tradition mitbringen oder diese besonders betonen möchten: Bei den Wimbledon Championships wurde lange Zeit eine Regelung erhalten, wonach die Kleidung der Tennisspieler zu 90 % weiß sein sollte. Seit den 1990er Jahren wurde diese Regel schrittweise aufgeweicht (Mode, Sponsoren); sie wird aber seit 2010 wieder stärker beachtet. Auch im Pferdesport und im Fahrsport wird dies deutlich. Dort gilt die Kleiderordnung gemäß Leistungsprüfungsordnung der Deutschen Reiterlichen Vereinigung, welche die Kleidung der Sportler vorschreibt. Auch beim Snooker, einer Variante des Billards, wird von den Spielern üblicherweise eine elegante Kleidung getragen, Hemd mit Weste, Krawatte oder Fliege, lange schwarze Hose und geschlossene Schuhe. Bei einigen Wettbewerben wird davon abgewichen und die Kleidung ist legerer.
Kleiderordnungen können dazu dienen, das Ansehen einer Sportart aufzubessern oder ihr ein seriöses Antlitz zu verleihen. Beispielsweise besteht beim Darts bei verschiedenen Wettkämpfen eine Regel, dass die Spieler in einer schwarzen langen Hose und in schwarzen geschlossenen Schuhen erscheinen müssen.
Kleiderordnungen gelten jedoch nicht nur für die Athleten. Teilweise sind auch Kleiderordnungen für Schiedsrichter, Turnierleiter, Wertungsrichter und Kampfrichter vorhanden. Sie unterliegen heute aber dem Diktat der großen Sportmodehersteller, so gingen die Fußballschiedsrichter von der Tradition ab, Schwarz zu tragen.

### Beispiele für übliche Kleiderordnung

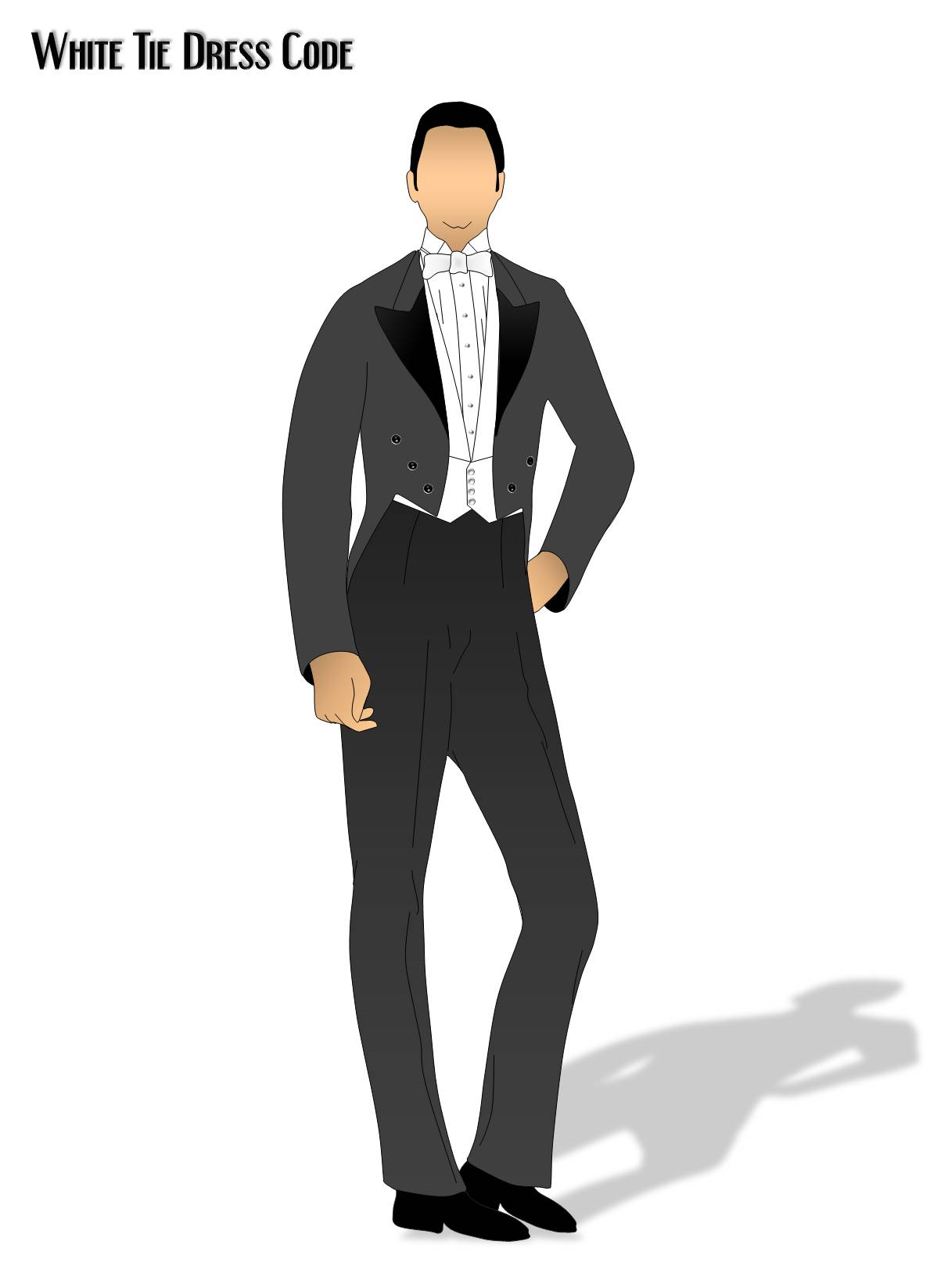
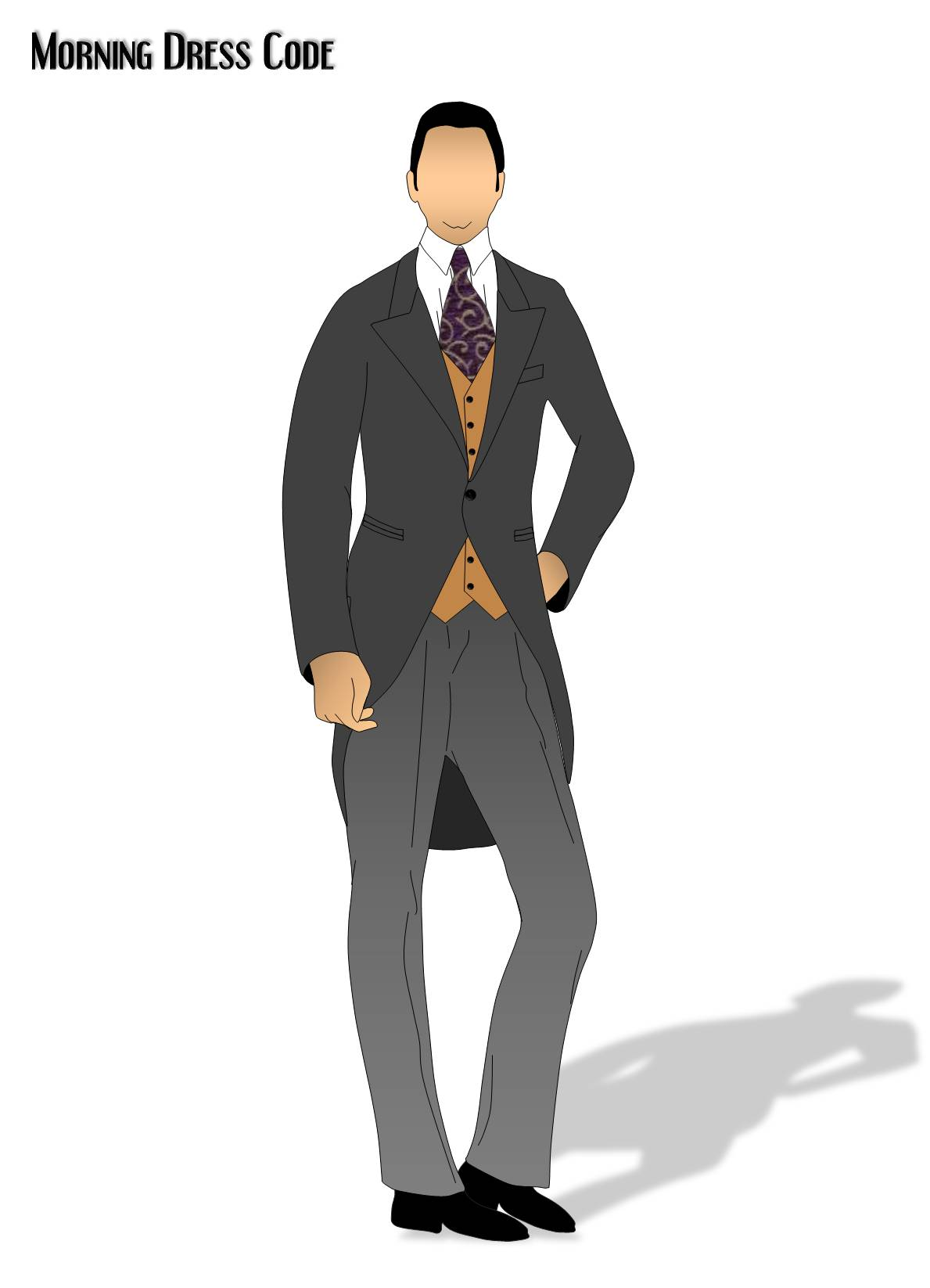
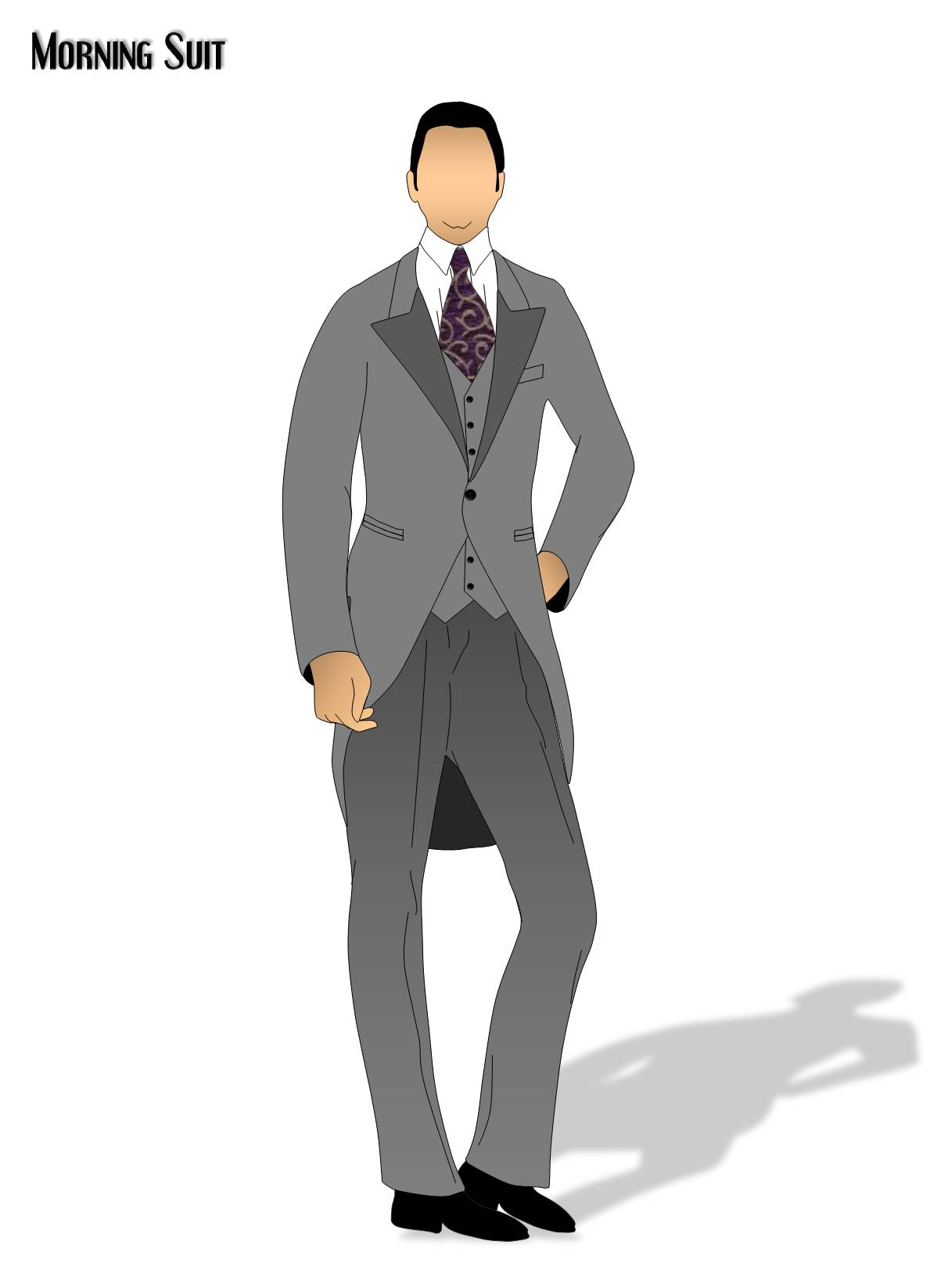
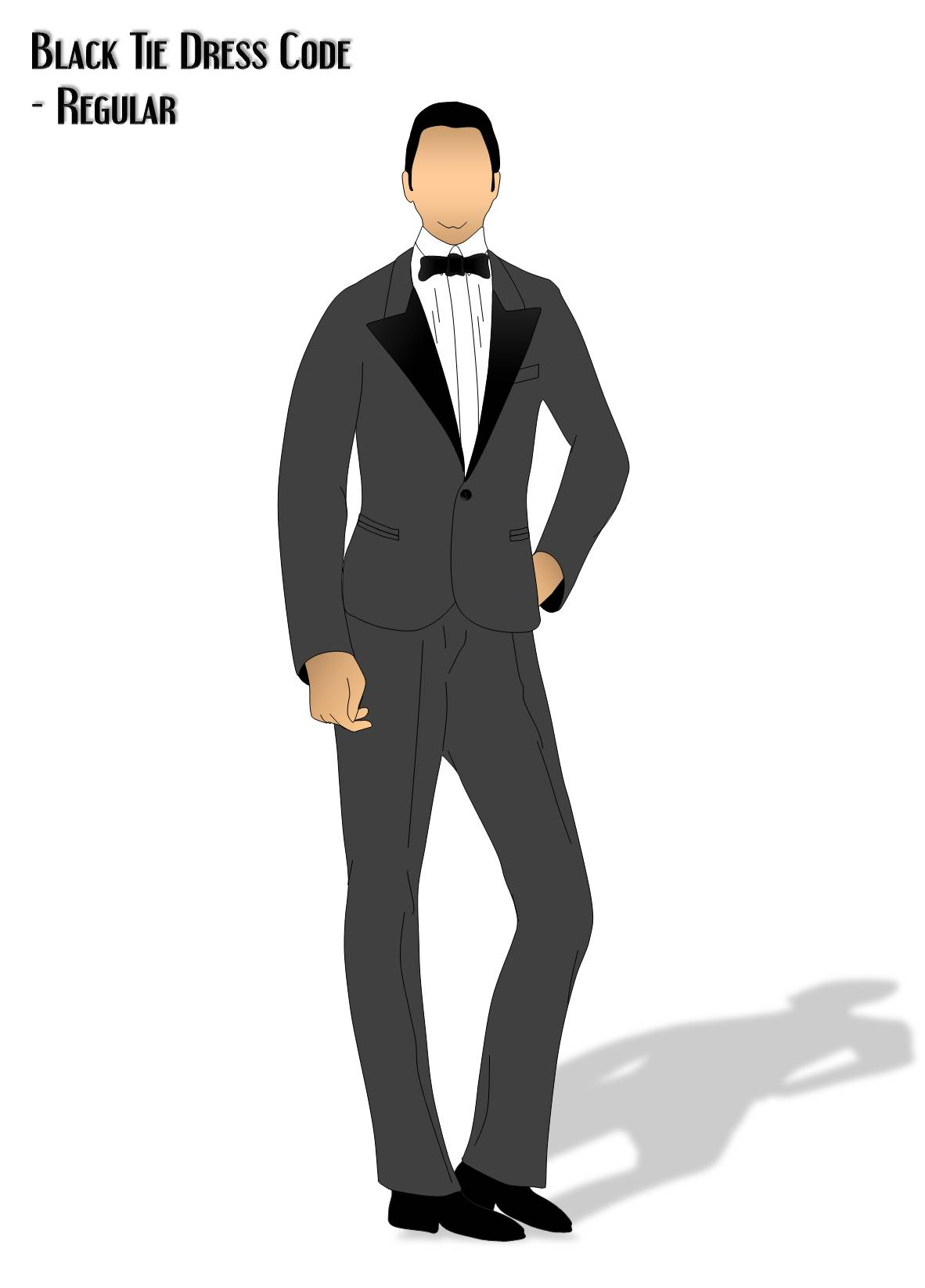
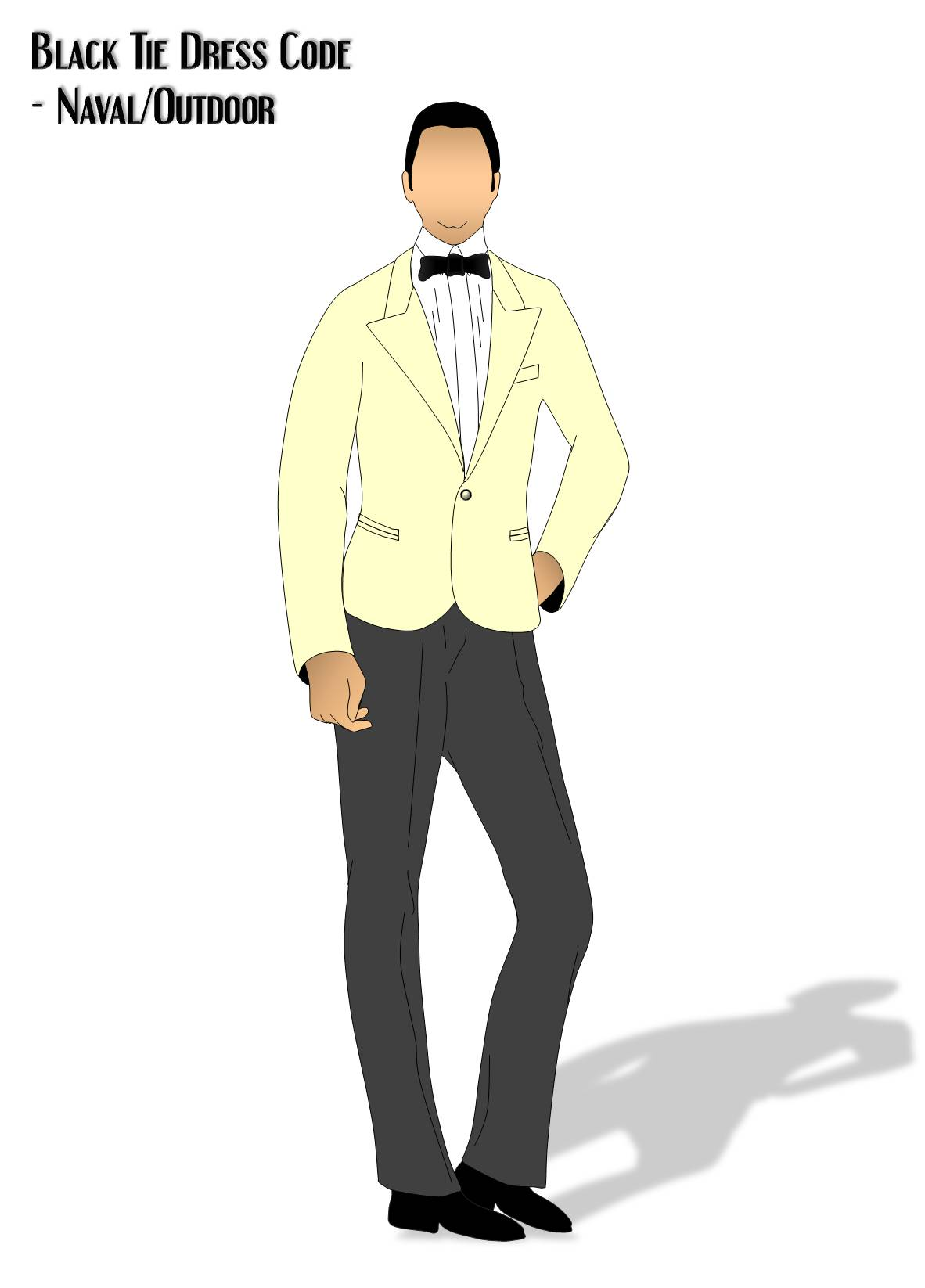

#### Geschäftlich
- Sportlich elegant (englisch Smart casual) – legereres Business-Outfit. Der Herr trägt einen Tagesanzug mit Hemd, geschlossene Schuhe, bevorzugt dezente Farben, Krawatte möglich. Die Dame trägt Kostüm oder Hosenanzug und kann dazu anstelle der Bluse ein anderes Top kombinieren.
- Creative casual (englisch) – in kreativen Branchen wie Werbung, Informationstechnik (speziell Webdesign) und Fernsehen übliche Variante von Sportlich elegant, die seit Ende der 1990er Jahre populär ist. Der Herr trägt T-Shirt oder Poloshirt und Sakko, Poloshirt oder langärmeliges Hemd, Jeans und geschlossene Lederschuhe oder Sneakers. Die Dame trägt zum Top einen Rock oder eine lange Hose.
- Bürokleidung (englisch Business casual) – stark schwankende Definition, die nahezu alles zwischen voller Business-Kleidung und Smart casual bedeuten kann. An der US-Westküste können hiermit teilweise sogar kurze Hosen, hochwertige Sandalen und T-Shirts gemeint sein; in Europa teilweise hingegen nur die zeitweise Erlaubnis, auf Krawatte und Anzugjacke zu verzichten.
- Geschäftskleidung (englisch Business attire) – Kostüm oder Anzug und Krawatte
- Der Casual Friday kommt aus Nordamerika und ist eine dort seit den 1950er Jahren in manchen Unternehmen praktizierte Gepflogenheit, der zufolge am Freitag wegen des bevorstehenden Wochenendes legerere oder sportlichere Kleidung getragen werden darf.

#### Privat
In der Übersicht, für Herren (mit ungefähren englischen Äquivalenten):
| Formalität (abnehmend)                  | Tagsüber (Daywear)        | Abends (eveningwear)      |
| --------------------------------------- | ------------------------- | ------------------------- |
| Formell: großer Gesellschaftsanzug      | Cutaway (Morning dress)   | Frack (White tie)         |
| Halbformell: kleiner Gesellschaftsanzug | Stresemann (Stroller)     | Smoking (Black Tie)       |
| Informell: Abendgarderobe               | Herrenanzug (Lounge suit) | Herrenanzug (Lounge suit) |

- „White tie“, „Cravate blanche“, „großer Gesellschaftsanzug“: Abendgarderobe formal (seriös und festlich), für Herren Frack und für Damen langes Abendkleid
- Cutaway („morning dress“) als großer oder Stresemann als kleiner Gesellschaftsanzug für formelle und festliche Anlässe am Vormittag oder frühen Nachmittag (besonders Hochzeiten)
- „Black tie“, „cravate noire“ oder „Gesellschaftsanzug“: formal (seriös und festlich), für Herren Smoking (Smoking erst ab 18:00 Uhr) und für Damen langes Abendkleid, das aber schulterfrei sein darf
- Abendgarderobe: für Herren dunkler Anzug (mit Krawatte) und für Damen Cocktailkleid
- Bieranzug – Anzughose, Polo-Shirt oder Hemd, Jackett von einem Anzug (nicht unbedingt vom gleichen Stoff wie die Hose) oder Blazer, Lederschuhe
- leichter Bieranzug: bequeme Hose (auch Jeans), Polo-Shirt oder Hemd, Jackett (möglichst etwas Derberes). Anstelle des Jacketts geht auch eine wenig gemusterte Strickjacke oder ein feingemusterter Wollpullover zum Überziehen, Halbschuhe.

### Beispiele für technisch bedingte Kleiderordnungen
- für Soldaten (Uniform, um sie gemäß den Genfer Konventionen als Kombattanten zu kennzeichnen)
- in Krankenhäusern, vor allem für Ärzte und Pflegepersonal
- in Kernkraftwerken und anderen Anlagen, in denen mit radioaktiven Stoffen gearbeitet wird
- in Bergwerken; in der Metallverarbeitung; in der Galvanik; in Halbleiterfabriken
- in Lebensmittelfabriken; in Laboratorien; in Chemiefabriken
- in Betrieben, in denen Raumflugkörper gebaut werden und für Astronauten
- in Dienstleistungsbetrieben, zum Beispiel Post, Bahn und bei der Feuerwehr

Arbeitsrechtlich steht dies auch für den Unterschied zwischen Schutz- und Dienstkleidung. Schutzkleidung wird durch die Unfallversicherung vorgeschrieben und ist vom Arbeitgeber zu stellen und zu bezahlen (z. B. OP-Kleidung, die vor Kontakt mit Patientenblut schützen soll). Dienstkleidung dient dagegen lediglich der Wahrung der Kleiderordnung des Arbeitgebers. Sie ist tariflichen Verträgen zufolge meist vom Beschäftigten anzuschaffen und zu pflegen.
In Unternehmen mit Betriebsrat ist eine Kleiderordnung mitbestimmungspflichtig, abgeleitet aus §87(1)1 BetrVG („Fragen der Ordnung des Betriebs und des Verhaltens der Arbeitnehmer im Betrieb“).

### Kleiderordnung aufgrund von Konvention und Übereinkunft
Häufig wird die Einhaltung von Kleiderordnungen stillschweigend erwartet, wenn man sich in eine gesellschaftliche Situation begibt, die eine gesellschaftliche Rolle oder Funktion in einem Unternehmen einnimmt.
Gesamtgesellschaftliche und milieuspezifische Kleiderordnungen können sich auch durch stillschweigende Übereinkunft und das Bedürfnis nach Konformität als Ausdruck von Zugehörigkeit ergeben. Diese Kleiderordnungen werden oft nicht als solche wahrgenommen, haben aber trotzdem stereotypen Charakter, die in der Außenwahrnehmung und -beschreibung nicht selten zum Klischee stilisiert werden.
Kulturelle, subkulturelle, geistige und politische Gruppierungen entwickeln oft eigene Kleiderordnungen. Diese Kleiderordnungen unterscheiden sich vom allgemeinen Standard jenseits der Gruppe und sollen die Zugehörigkeit zur Gruppe nach außen oder nach innen (u. a. auch durch geheime Kleiderordnungen) kenntlich machen. Die Kleiderordnungen werden von den Gruppenangehörigen häufig als kollektiver ästhetischer Ausdruck ihres jeweils individuellen Lebensgefühls empfunden und zeichnen den einzelnen jenseits der Gruppe doch insofern als Individualist aus, dass er den Mut hat, sich zu einer Minderheit einer selbst gewählten Lebensstilgruppe zu bekennen. Ein Beispiel hierfür sind Studentenverbindungen (siehe: Couleur) und ihre Kleiderordnung sowie die Dress-Codes unterschiedlicher Szenen der Jugendkultur, z. B. der Punk-, Gothic- oder Skaterszene.
In den abrahamitischen Religionen gibt es Kleidungsvorschriften für Gotteshäuser. Im Judentum bedecken Männer den Kopf in der Synagoge (beziehungsweise beim Gebet überhaupt) mit der Kippa oder dem Tallit, einem Gebetsschal. Männliche Christen entblößen in der Kirche das Haupt, während christliche Frauen in vielen Konfessionen ihr Haar in der Kirche mit einem Schleier, einem Tuch oder einer Mantilla (Kommunionschleier) bedecken unter anderem in der orthodoxen Kirche, der katholischen Kirche, den Brüdergemeinden, bei den russischen Baptisten, den Mennoniten, den Amischen und den Hutterern. Auch gilt es als unschicklich, eine Kirche in Kleidung, bei der die Schultern entblößt sind, tief ausgeschnittenen Kleidern oder Oberteilen, kurzen Hosen oder Röcken zu betreten. Gleiches ist auch beim Betreten buddhistischer Tempel untersagt und wird bei touristisch frequentierten Tempeln streng kontrolliert. Eine Moschee betritt man nicht mit Schuhen, Frauen tragen dort einen Schleier oder wenigstens ein Kopftuch. Freizügige Kleidung gilt ebenfalls als unerwünscht.

### Nichteinhaltung und die Folgen
Die Nichteinhaltung der ausdrücklich oder stillschweigend geforderten Kleiderordnung kann z. B. dazu führen, dass Besucher (auf Veranstaltungen, Festen, Konzerten, bei Audienzen, Spielbanken etc.) nicht eingelassen werden. Bei wichtigen persönlichen Ereignissen, wie zum Beispiel beruflichen Vorstellungsgesprächen, kann unangemessene Kleidung die Erfolgsaussichten deutlich reduzieren. Das Nichteinhalten der Kleiderordnung kann im Arbeitsverhältnis zu rechtlichen Konsequenzen führen und eine Abmahnung oder gar eine ordentliche fristgerechte Kündigung zur Folge haben.
Die Einhaltung der zur jeweiligen Situation passenden Kleiderordnung dokumentiert die Anpassungsbereitschaft an die Gepflogenheiten der die Ordnung verabschiedenden Personen. Je nach Höhe dieser Erwartung an Anpassung bzw. Unterwerfung fallen die Sanktionen des Gegenübers gegen tatsächliche oder vermeintliche Verstöße mehr oder weniger rigide aus, was sich von unterkühlter Behandlung bis hin zum völligen Ausschluss aus der Gesellschaft ausdrücken kann. Die Kleiderordnung spiegelt so in symbolischer Weise die zwischenmenschlichen Verhaltensweisen der betreffenden Gruppe wider und muss mit den von ihr vertretenen Verhaltensidealen in Einklang stehen; sie ist zudem ein Mittel, um Inklusion und Exklusion zu dokumentieren: Das Wissen darum, welche Kleidung in bestimmten sozialen Situationen als jeweils angemessen gilt, dokumentiert auch die Zugehörigkeit zu einer bestimmten gesellschaftlichen Schicht und sozialen Gruppe und steht daher in enger Verbindung mit dem Habitus.
Die Nichteinhaltung einer Kleiderordnung kann in manchen Staaten zu Bußgeldern und Gefängnisstrafen führen. So ist beispielsweise 2024 das Tragen von sogenannten Baggy Pants in einigen Orten der USA verboten. Die Sittenpolizei in Iran überwacht die Einhaltung der Kleiderregeln des islamischen Rechtes (Scharia). Frauen, die sich nicht an die Kopftuchpflicht halten, werden verhaftet und mit Peitschenhieben bestraft.
Wer die Kleiderordnung nicht einhält, wird gelegentlich als „underdressed“ bezeichnet. „Overdressed“ nennt man hingegen jemanden, der einen für den jeweiligen Anlass zu förmlich erscheinenden oder zu aufwendigen Kleidungsstil gewählt hat.